# Список эпизодов мультсериала «Мой друг — обезьяна»
Список серий для мультсериала «Мой друг — обезьяна» канала Cartoon Network.

## Сезоны
| Сезон | Сезон       | Серий | Даты показа      | Даты показа     |
| Сезон | Сезон       | Серий | Начало сезона    | Конец сезона    |
| ----- | ----------- | ----- | ---------------- | --------------- |
|       | 1           | 13    | 26 декабря 2005  | 26 мая 2006     |
|       | 2           | 13    | 8 июня 2006      | 5 января 2007   |
|       | 3           | 13    | 12 января 2007   | 31 августа 2007 |
|       | 4           | 13    | 17 сентября 2007 | 27 ноября 2007  |
|       | Минивыпуски | 13    | 6 июля 2006      | 28 марта 2008   |
|       | Спецвыпуски | 2     | 14 января 2007   | 25 мая 2008     |

## Сезон первый (2005—2006)
| | |                 |  |  |  |  |
| 1 | «День прививок / Испытание на животных» «Inoculation Day / Animal Testing»                                   | 26 декабря 2005 |  |  |  |  |
| День прививок: Во время вакцинации учеников Адаму вкололи обезьянью прививку, и он начал превращаться в обезьяну. Испытание на животных: По результатам теста Адама переводят в класс лучших учеников, к Блестящим, и посылают на школьный конкурс орфографии. | |                 |  |  |  |  |
| 2 | «Обдумай это / Обидное слово» «Chew on This / The A Word»                                                    | 24 февраля 2006 |  |  |  |  |
| Обдумай это: После того как Адам пожаловался на отсутствие нормальной еды в школьном кафетерии, директор Пикси заменил всю еду на человеческую, от которой все, от учеников до директора, ожирели. Обидное слово: Джейк обиделся на Адама, после того как тот назвал Акулу «озверевшим». Адам пытается извиниться, не понимая в чём причина обиды.                                             | |                 |  |  |  |  |
| 3 | «Акула нападает / Я — Адам, ты — Джейк» «Me Adam, You Jake / Shark Attack»                                   | 24 февраля 2006 |  |  |  |  |
| Акула нападает: После того, как Адам случайно ударил «Челюсть» Акулу, он стал новым школьным хулиганом Я — Адам, ты — Джейк: Мисс Хамелеон назначила на роль «парня из джунглей» Джейка, однако Адам считает, что этого персонажа должен играть человек. | |                 |  |  |  |  |
| 4 | «Лев в рукопашной / Исчезающий вид» «Lyon of Scrimmage / Bad News Bear»                                      | 3 марта 2006    |  |  |  |  |
| Лев в рукопашной: Тренер Жабра взяла Адама в команду по американскому футболу, вот только проблема в том, что он не может далеко кинуть мяч. Джейк поможет ему в этом. Исчезающий вид: За то, что Адам и Джейк разбили трубу для рыб они были наказаны. Джейк разбирал бумаги миссис Свинтус, пока Адам показывал школу новому ученику — Панде Громиле, однако Панда не так прост как кажется. | |                 |  |  |  |  |
| 5 | «Линька / Блестящая штучка» «Sheds / Shiny Thing»                                                            | 10 марта 2006   |  |  |  |  |
| Линька: Слипс линяет, а все думают что это заразная болезнь. Блестящая штучка: Джейк принёс в школу блестящую дверную ручку, загипнотизировав ей всех зверей, и заставил изучать обезьяньи зады. | |                 |  |  |  |  |
| 6 | «Кевин из Амазонки / Школьная распродажа» «Amazon Kevin / Grub Drive»                                        | 17 марта 2006   |  |  |  |  |
| Кевин из Амазонки: Звезда собственного шоу, охотник на животных Амазонец Кевин приезжает в школу Чарльза Дарвина по приглашению Адама. Ученики разъярены. Школьная распродажа: У школы не хватает денег на новые книги и директор устраивает ежегодную продажу конфет. | |                 |  |  |  |  |
| 7 | «Закон и порядок / Вчерашняя звезда» «Law and Odor / Yesterday's Funny Monkey»                               | 7 апреля 2006   |  |  |  |  |
| Закон и порядок: В наказание Адам и Джейк был назначены патрульными школы. Адам обнаруживает высокий уровень коррупции среди патрульных Вчерашняя звезда: После одной удачной шутки Джейк становится лучшим шутником школы. Но ненадолго. | |                 |  |  |  |  |
| 8 | «Этот страшный старый сторож / Научный проект» «It's the Scary Old Custodian Adam Lyon / My Science Project» | 7 апреля 2006   |  |  |  |  |
| Этот старый страшный сторож: В Хэллоуин (для зверей это День завываний) Адам с Джейком по поручению директора пошли в бойлерную за документами и там встретили странного сторожа. Научный проект: Джейк испортил научный проект Адама и взамен прицепил себе на голову руку-робот. очень быстро она начинает жить самостоятельно.                                                              | |                 |  |  |  |  |
| 9 | «Две тонны радости / Травма» «Two Tons of Fun / Docutrauma»                                                  | 14 апреля 2006  |  |  |  |  |
| Две тонны радости: Адам и Джейк решают помочь мистеру Носорогу, прочитав в дневнике о его тайной любви к миссис Бивень. Травма: Для Адама день начался неудачно, и как назло в школу приехала Зира Корнелли, известный документалист. Адам становится героем её фильма. | |                 |  |  |  |  |
| 10 | «Чуланная вечеринка / Она - коала» «Supplies Party / She's Koala That»                                       | 21 апреля 2006  |  |  |  |  |
| Чуланная вечеринка: Адам празднует день рождения, но ему приходится разделять компанию друзей-зверей и людей. Она — коала: На свою беду, Адам подружился с коалой Диедрой. | |                 |  |  |  |  |
| 11 | «Политичные звери / Гуано за 60 секунд» «Political Animals / Guano in Sixty Seconds»                         | 28 апреля 2006  |  |  |  |  |
| Политичные звери: В школе идут выборы президента. Адам решается выдвинуть свою кандидатуру против «Челюсти». Гуано за 60 секунд: Школу Чарльза Дарвина на время закрыли из-за большого скопления гупно на потолке, и ученики занимаются в трейлере. Джейк же сломал стояночный тормоз. | |                 |  |  |  |  |
| 12 | «Пузырь или ничего / Бессонная ночь» «Bubble or Nothing / Up All Night»                                      | 12 мая 2006     |  |  |  |  |
| Пузырь или ничего: Адам хотел вернуться в старую школу и сказал, что у него аллергия на некоторых животных. Вместо перевода его засунули в пузырь. Потом и все звери захотели пузыри. Бессонная ночь: Керри пригласила Адама рано утром на пейнтбол, но его друзья-звери пришли на ночёвку и не дают ему спать.                                                                                | |                 |  |  |  |  |
| 13 | «Ох уж эти танцы!» «Kerry to Dance (Parts 1 and 2)»                                                          | 26 мая 2006     |  |  |  |  |
| Адам хочет пригласить Керри на танцы в субботу; Ингрид думает, что Адам хочет пригласить её и пытается подтолкнуть его к этому; Джейк не хочет идти на танцы один и придумывает школьное правило, будто на танцы нельзя приглашать людей. | |                 |  |  |  |  |

## Сезон второй (2006—2007)
| |                                                                                |                  |  |  |  |  |
| 1 | «Перемена судьбы / У меня новый талант» «Le Switcheroo / I Got a New Aptitude» | 8 июня 2006      |  |  |  |  |
| Перемена судьбы: Мистер Мандрилл предложил Адаму и тренеру Жабре поменяться ролями, чтобы лучше понять друг друга. У меня новый талант: По результатам теста на профориентацию Джейк и Адам обречены на жизнь в зоопарке, но они недовольны таким будущим. |                                                                                |                  |  |  |  |  |
| 2 | «Лучший болельщик / С вами Джейк» «Cheer Pressure / Basic Jake»                | 19 июня 2006     |  |  |  |  |
| Лучший болельщик: Адама взяли в команду черлидеров и ему предстоит выступить на конкурсе. С вами Джейк: Адам узнаёт, что Джейк каждую неделю получает субботнее наказание для того, чтобы вести телепередачу «С вами Джейк». |                                                                                |                  |  |  |  |  |
| 3 | «Когда они поменялись / Крутые детки» «Times They Are Exchanging / Cool Kids»  | 19 июля 2006     |  |  |  |  |
| Когда они поменялись: По программе обмена Адам на один день возвращается в свою старую школу, но она уже не такая, как он её помнит. Крутые детки: Компания крутых ребят приняла к себе Джейка и он совсем забыл своих друзей. |                                                                                |                  |  |  |  |  |
| 4 | «Не считаясь с Генри / Роскошные усы» «Disregarding Henry / Nice Moustache»    | 31 июля 2006     |  |  |  |  |
| Не считаясь с Генри: Для шоу талантов Джейк выбрал Генри. Поёт он ужасно, но всем нравится. Роскошные усы: За ночь у Джейка отросли усы и он сразу стал крутым. |                                                                                |                  |  |  |  |  |
| 5 | «Сплетни и слухи / Внеплановый отпуск» «Poop Scoop / Leaf of Absence»          | 8 августа 2006   |  |  |  |  |
| Сплетни и слухи: Никто не читает школьную газету и её хотят прикрыть. Адам решил писать сплетни и сам стал жертвой слухов. Внеплановый отпуск: Директор Пикси проиграл свой первый суд и ушёл в отпуск. На его место пришёл самый суровый заместитель директора Россомаха. Адам и Джейк стараются вернуть старого директора.                                                                                     |                                                                                |                  |  |  |  |  |
| 6 | «Я боюсь красоток / Волшебная рыба» «I Fear Pretties / Magic Fish»             | 15 августа 2006  |  |  |  |  |
| Я боюсь красоток: Адам сказал, что Маргарет самый редкий вид, и она зазналась, бросив всех подруг. Но мальчик ошибся и Маргарет не самый редкий вид, он решает помирить её с подругами. Волшебная рыба: Адам спас рыбку и она исполнит одно его желание. Адам не верит в такие вещи, и потому все просят отдать его желание им.                                                                                  |                                                                                |                  |  |  |  |  |
| 7 | «Ответственность / Два Джейка» «Ain't Too Proud to Egg / Two Jakes»            | 21 августа 2006  |  |  |  |  |
| Ответственность: Чтобы научить учеников ответственности, в школе всем раздали яйца. Адам беспокоится, что Джейк не сможет уследить за яйцом. Два Джейка: Джейк создал клонов для себя и Адама. Они портят им всю репутацию. |                                                                                |                  |  |  |  |  |
| 8 | «Выходной Джейка / Влюблённая Крошка» «Jake's Day Off / Lupe in Love»          | 31 августа 2006  |  |  |  |  |
| Выходной Джейка: Джейк решил прогулять уроки и прогуливает он их в школе. Адам старался не ввязываться в эту авантюру, но не устоял. И директор Пикси идёт по пятам. Влюблённая Крошка: Крошка рассталась с Грифом и влюбилась в Орландо Попугая. Звери признают Адама идеальной свахой, ведь он познакомил Крошку с Орландо. А попугай постоянно повторяет «милая птичка», но это относится отнюдь не к Тукану. |                                                                                |                  |  |  |  |  |
| 9 | «Безумный карнавал / Верх и Адам» «Carny Crazy / Up and Adam»                  | 22 сентября 2006 |  |  |  |  |
| Безумный карнавал: Джейк потащил Адама с собой на карнавал, где последний решил заполучить шарик с принцессой-балериной. Верх и Адам: Адаму дали ключи от наблюдательной башни в награду за то, что он прошёл тест на безопасность. Чтобы жить в башне ему придётся наблюдать не угрожает ли школе опасность. Звери устраивают там вечеринку.                                                                    |                                                                                |                  |  |  |  |  |
| 10 | «Have Yourself a Joyful Little Animas (Parts 1 and 2)»                         | 10 сентября 2006 |  |  |  |  |
| 11 | «Отличная учёба / Друг или наставник» «Making the Grade / One Lump or Tutor»   | 13 ноября 2006   |  |  |  |  |
| Отличная учёба: Адаму не понравилась система оценок в звериной школе и он предложил директору Пикси стандартную пятибалльную систему. Друг или наставник: Мистер Носорог приставил к Адаму Вёрджила в качестве наставника по неистовой охоте, чтобы мальчик не провалил экзамен. |                                                                                |                  |  |  |  |  |
| 12 | «Шутка года / Говорящий мишка» «Pranks for the Memories / Talking Teddy»       | 17 ноября 2006   |  |  |  |  |
| Шутка года: Джейк хочет выполнить самую запоминающуюся шутку года, но Адам всегда оказывается впереди, хоть и по независящим от него обстоятельствам. Говорящий мишка: Виндзор принёс в школу говорящую куклу, все животные считают, что это настоящий мишка, их новый ученик. |                                                                                |                  |  |  |  |  |
| 13 | «Формальность / Штаны в космосе» «Pants in Space / Uniformity»                 | 5 января 2007    |  |  |  |  |
| Формальность: Директор ввёл в школе форму. Из-за неё все стали излишне чопорны. Адам и Дики хотят вернуть прошлые порядки. Штаны в космосе: Джейк хочет полететь в космос, но не хочет носить штаны. |                                                                                |                  |  |  |  |  |

## Сезон третий (2007)
| | |                 |  |  |  |  |
| 1 | «День болезни / Лизунчики» «Sick Day / Cuddlemuffins»                                                                          | 12 января 2007  |  |  |  |  |
| День болезни: Адам заболел и остался дома, развлекаясь видеоиграми и комиксами. А в то же самое время Джейк в школе сходит без него с ума. Лизунчики: Джейк пытается оградить Адама от «Лизунчиков» — самых отъявленных мошенников школы, выманивающих деньги своими милыми мордашками.                                                                | |                 |  |  |  |  |
| 2 | «Клан блестящих/ Маленькая обезьялка» «Spiffanos / Little Mermonkey»                                                           | 19 января 2007  |  |  |  |  |
| Клан блестящих: Один из блестящих одолжилАдаму карандаш. теперь он должен выполнять их поручения. Маленькая обезьялка: Краб поселился у Адама в шкафчике; пока он с Джейком искали ему новый дом, Джейк обнаружил обезьялку. | |                 |  |  |  |  |
| 3 | «/ Друг-партнёр» «Diplomatic Insanity / Sidekicked»                                                                            | 26 января 2007  |  |  |  |  |
| Друг-партнёр: Законы природы гласят, что у каждого ведомого есть лидер. Адам и Джейк решают кто из них главнее. | |                 |  |  |  |  |
| 4 | «Горилла моей мечты / Принц и его слуга» «Gorilla of My Dreams / Prince and Pooper»                                            | 9 февраля 2007  |  |  |  |  |
| Горилла моей мечты: Виндзор пытается спрятаться от Деб, чтобы она в него не влюбилась. Принц и его слуга: Адам и Джейк приехали в гости к кузену обезьянки Моднику, который живёт в поместье известного Добби Бродвея Младшего. Джейк меняется с ним местами, рассчитывая на сладкую жизнь.                                                            | |                 |  |  |  |  |
| 5 | «Ужасный утконос» «That Darn Platypus (Parts 1 and 2)»                                                                         | 18 мая 2007     |  |  |  |  |
| В школе появился Рик Утконос. Он убеждает всех, что он пришелец и ест мозги. Только Адам считает это шуткой и дружит с утконосом. | |                 |  |  |  |  |
| 6 | «Гордость директора Пикси / Утренний зоопарк» «Pride and Pixiefrog / Morning Zoo»                                              | 22 июня 2007    |  |  |  |  |
| Гордость директора Пикси: Директор Пикси зазнался, получив звание Директора года. А Адам стал его помощником. Утренний зоопарк: Адам очень робел перед микрофоном, но потом ему ударило в голову, что он - Лох Лоховсон, ведущий передачи «Утренний зоосад». Он стал чересчур крутым и все попытки Джейка вернуть Адама к прежнему состоянию неудачны. | |                 |  |  |  |  |
| 7 | «Маскарад и фантазия / Внештатная возлюбленная» «Flesh Fur Fantasy / Substitute Sweetheart»                                    | 29 июня 2007    |  |  |  |  |
| Маскарад и фантазия: Адам подрабатывал в костюме гориллы, но Виндзор этим крайне недоволен и пытается объяснить почему. Внештатная возлюбленная: Джейк влюбился в заменяющего учителя, мисс Лемур Изящный. | |                 |  |  |  |  |
| 8 | «Скрытая жизнь школы / Лечение цитронеллой» «Don’t Noc It Until You Try It / Citronella Solution»                              | 13 июля 2007    |  |  |  |  |
| Скрытая жизнь школы: Ребята должны спасти Слипса, который остался на ночь в школе. Ночью школа совсем другая. Лечение цитронеллой: Джейк переел зефирного крема и предсказал конец всего, подняв панику. Пиксифрог одевает на всех учеников ошейники цитронеллы, чтобы все успокоились.                                                                | |                 |  |  |  |  |
| 9 | «Смертельная вражда / Добрый малый» «Mongoosed / Mellow Fellows»                                                               | 10 июля 2007    |  |  |  |  |
| Смертельная вражда: Карл Мангуст и Слипс дружили, пока в обучающем фильме не узнали, что они являются природными врагами. От их вражды при этом всегда страдает Адам. Добрый малый: Слипс впал в депрессию и под руководством Мандрила научился давать всем полезные советы по психологии.                                                             | |                 |  |  |  |  |
| 10 | «И к тебе может прийти лама / Носорог и фальшивый рог Теда» «Save the Drama for Your Llama / Hornbill and Ted's Bogus Journey» | 27 июля 2007    |  |  |  |  |
| И к тебе может прийти лама: Ингрид подружилась с ламой Лолой, которая во всём ей подражает и «пытается украсть её жизнь». Носорог и фальшивый рог Теда: На рогу мистера Носорога поселился Тед — птица-чистильщик. Тед надоедает всем и учит жить. | |                 |  |  |  |  |
| 11 | «Ложь, жульничество, кражи / Нелепая шутка» «Lie, Cheetah, Steal / An Inconvenient Goof»                                       | 3 августа 2007  |  |  |  |  |
| Ложь, жульничество, кражи: Тренер Хорёк заболел, и на замену ему в качестве ассистента тренера Жабры пришёл Гепард. Все довольны, но у Гепарда в планах получить место директора. Нелепая шутка: Мисс Хамелеон рассказывает историю о вчерашнем дне - была дикая жара, и вся школа подтрунивала над потливостью Адама и его завивкой.                  | |                 |  |  |  |  |
| 12 | «Директор Лягушка / Знакомство с обезьянками» «Frog Principal / Meet the Spidermonkeys»                                        | 24 августа 2007 |  |  |  |  |
| Директор Лягушка: От поцелуя директор Пикси стал принцем. Чтобы снова стать лягушкой ему нужно, чтобы его поцеловала женщина. Знакомство с обезьянками: После уроков Джейк позвал Адама в гости, в зоопарк, предупредив его, что это ужасное место. | |                 |  |  |  |  |
| 13 | «Зад Джейка / Супи Акулий Плавник» «Butt of Jake / The Shark Fin Soupy»                                                        | 31 августа 2007 |  |  |  |  |
| Зад Джейка: Джейк слишком влюблён в свой зад и постоянно демонстрирует его, но друзьям это не нравится. Супи Акулий Плавник: Вёрджил Акула потерял свои наушники, их проглотил Супи, вылез на поверхность из подводного мира и сдружился с Адамом. | |                 |  |  |  |  |

## Сезон четвёртый (2007—2008)
| | |                  |  |  |  |  |
| 1 | «Спасти гиену / Ох, Генри» «The Hyena and the Mighty / Oh Henry»                                         | 17 сентября 2007 |  |  |  |  |
| Спасти гиену: Адам задел чувства гиены Руфуса и теперь она постоянно плачет, доставляя кучу неудобств Адаму и Джейку. Ох, Генри: Генри учится в школе по обмену, и должен вернуться в Гренландию. Директор поручил Адаму убедить Генри, что он должен остаться в школе Чарльза Дарвина, иначе вернётся заносчивый тигр Алистер. | |                  |  |  |  |  |
| 2 | «Мой дикий лев / Грёзы середины учебного года» «My Feral Lyon/ A Midsemester's Life Dreams»              | 18 сентября 2007 |  |  |  |  |
| Мой дикий лев: Джейк заставил Адама примкнуть к «Диким» - местной банде котов-воров. Они используют его, чтобы обворовать школу. Грёзы середины учебного года: Звери помогают мисс Хамелеон побороть свои страхи. | |                  |  |  |  |  |
| 3 | «Лига плюща / Робот-лягушка 3000» «The Ivy League / My Feral Lyon»                                       | 19 сентября 2007 |  |  |  |  |
| Лига плюща: Джейка приняли за паучник и переводят в школу для растений. Робот-лягушка 3000: Из центра округа прислали роботов, заменяющих учителей. В планах совета заменить даже учеников. | |                  |  |  |  |  |
| 4 | «Пресловутый Виндзор Горилла / Ингрид выросла» «Notorious Windsor Gorilla / Ingrid Through the Outdoors» | 20 сентября 2007 |  |  |  |  |
| Пресловутый Виндзор Горилла: Адам нарисовал портрет Виндзора, после чего Горилла стал очень популярен. Ингрид выросла: Шея Ингрид стала ещё длиннее и она цепляется за всё подряд, поэтому директор Пикси переводит её в высшую школу, потому что в неё выше потолки. | |                  |  |  |  |  |
| 5 | «Затерянный мир» «Glazed and Confused»                                                                   | 30 марта 2008    |  |  |  |  |
| Адам и Джейк поехали на Гавайи спасать миссис Свинтус от кровожадных аборигенов. А тем временем в школе встречают перелётных птиц. | |                  |  |  |  |  |
| 6 | «Радости гигиены / Мандрил в доме Виндзоров» «Hygiene Hijinks / Mandrill of the House»                   | 10 апреля 2008   |  |  |  |  |
| Радости гигиены: Вёрджилу сняли брекеты и он перестал терроризировать учеников, начал ухаживать за собой и интересоваться модой. В этой серии присутствует Хищник. Мандрил в доме Виндзоров: Мандрил встречается с мамой Виндзора и пытается с ним подружиться, но Горилле это не нравится. | |                  |  |  |  |  |
| 7 | «Синхрон или плавание/ Анатомия Лайана» «Synch or Swim / Lyon’s Anatomy»                                 | 14 апреля 2008   |  |  |  |  |
| Синхрон или плавание: Джейк хочет выступать в команде школы по синхронному плаванию, однако из-за любви к прыжкам с вышки ("бомбозад") директор Пикси не разрешает ему. Обезьянка пытается доказать, что он принадлежит к виду морских обезьян. Анатомия Лайана: Выяснилось, что медсестра Газель неквалифицированна, и ей придётся отучиться в средней школе. Пока что её заменит директор Пикси. на посту директора оказались Джейк и Адам. | |                  |  |  |  |  |
| 8 | «Человеческое поведение / Четырёхглазый Джейк» «Human Behavior / Four Eyed Jake»                         | 24 апреля 2008   |  |  |  |  |
| Человеческое поведение: Адам перетрудился, готовясь к экзаменам, и стал диким. А ему еще идти на бал с Керри. Четырёхглазый Джейк: Выясняется, что Джейк плохо видит. Когда он приходит в школу в очках, звери начинают избегать его. Чтобы снова влиться в коллектив, Джейк с Адамом выявляют недостатки всех учеников. | |                  |  |  |  |  |
| 9 | «Где же родители Адама? / Житель гор» «Where in the World Are Adam’s Parents / Mountain Dude»            | 1 мая 2008       |  |  |  |  |
| Где же родители Адама?: Родители Адама не присутствуют ни на одном школьном мероприятии. Ребята думают, что Адам их съел. Директор поручает устроить за ним слежку. Житель гор: Джейк, воодушевившись примером крутого выпускника, решил стать горным козлом. | |                  |  |  |  |  |
| 10 | «Необыкновенный мальчик /» «Very Special Boy / Knights of the Multiplication Table»                      | 27 июля 2008     |  |  |  |  |
| 11 | «Дикая штучка / Одинокий Лайон» «Wild Thing / Lonely Lyon»                                               | 27 июля 2008     |  |  |  |  |
| Дикая штучка: В школу Чарльза Дарвина переводится девочка-опоссум, сразу привлекая всеобщее внимание. Адам переживает, что он теперь не единственный человек в школе. Одинокий Лайон: Прочитав заметку в газете, звери решили, что Адам хочет уйти из школы. Они решают вести себя более человечно, чтобы он остался. | |                  |  |  |  |  |
| 12 | «Весь зоомир» «A Whole Zoo World (Parts 1 and 2)»                                                        | 27 июля 2008     |  |  |  |  |
| На время каникул все звери отправляются в зоопарк. Адам предпочитает отправиться вместе с ними и стать смотрителем зоопарка, вместо того, чтобы провести лето в лагере Капитана Клоуни. Но животные недовольны его решением. | |                  |  |  |  |  |
| 13 | «Веселые песни Дня благодарения» «A Thanksgiving Carol (Parts 1 and 2)»                                  | 27 ноября 2008   |  |  |  |  |
| В ночь накануне Дня благодарения Адама навещают четыре духа (как в Рождественской песни), они помогают ему понять почему его друзья-звери ненавидят этот праздник. Адам решил, что зверям не нравится то, что в этот день едят индейку, но, как оказалось, всё дело в парадах. | |                  |  |  |  |  |

## Спецвыпуски (2007—2008)
| |                                          |                |  |  |  |  |
| M1 | «Большая экскурсия» «The Big Field Trip» | 14 января 2007 |  |  |  |  |
| Адам отправляется со звериной школой в экскурсионную поездку, но миссис Свинтус уснула за рулём и автобус упал в пропасть. Животным предстоит выжить в незнакомой дикой природе. |                                          |                |  |  |  |  |